# Notharctidae
De Notharctidae zijn een familie van uitgestorven halfapen behorend tot de Adapiformes. Deze dieren leefden tijdens het Eoceen in Noord-Amerika, Europa en Azië.
Naamgever van de familie is Notharctus. De Notharctidae omvat drie onderfamilies: de Notharctinae uit Noord-Amerika, de Cercamoniinae uit Europa en de Asiadapinae uit Azië.